# Douglas DC-6

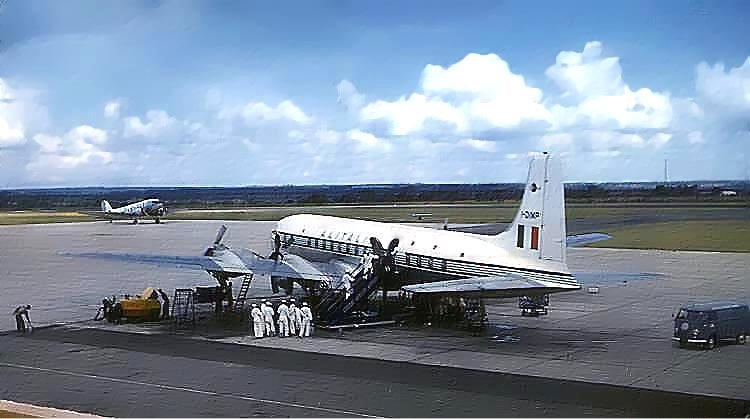
Un Douglas DC-6 di Alitalia

Il Douglas DC-6 è un aereo di linea, quadrimotore e ad ala bassa, costruito negli Stati Uniti dalla Douglas Aircraft Company tra il 1947 ed il 1958.
L'esemplare denominato Betsy Ross, della Pan American World Airways, effettuò il primo volo transatlantico in classe turistica, New York – Parigi, il primo maggio del 1952.

## Storia del progetto
Con il progredire della seconda guerra mondiale, sulla spinta della necessità di approvvigionare teatri bellici molto distanti e alla luce della positiva esperienza maturata con i Douglas C-54, l'USAAF si mostrò molto interessata ad un velivolo che ne riproponesse l'affidabilità ma che potesse vantare prestazioni superiori, in termini di capacità di carico e di autonomia.
La richiesta venne avanzata alla Douglas che già nel 1944 iniziò a lavorare sul progetto, all'epoca designato XC-112, che rappresentava una naturale evoluzione del C-54 (riproponendone la formula quadrimotore) e che (anche grazie alla disponibilità di motori di maggiore potenza) proponeva un sensibile miglioramento in quanto a velocità, autonomia e capacità di carico.
Il primo prototipo venne portato in volo il 15 febbraio 1946, quando il conflitto si era già concluso ed il progetto per le autorità militari venne temporaneamente accantonato. Il nuovo velivolo, tuttavia, presentava caratteristiche estremamente valide per il mercato dell'aviazione commerciale ed il successo non si fece attendere.
Il DC-6 (Douglas Commercial 6, come venne identificato il velivolo in versione civile) manteneva l'ala del predecessore mentre la fusoliera, in questo caso pressurizzata, era più lunga di circa 2 m e consentiva il trasporto di 48 passeggeri (tale numero poteva salire fino a 86 a seconda della configurazione scelta dalla compagnia di trasporto).
Gli ordini per esemplari di questa prima versione furono in totale 175: oltre alle statunitensi American Airlines e United Airlines, presentarono ordinativi anche le compagnie europee KLM, Sabena e SAS.

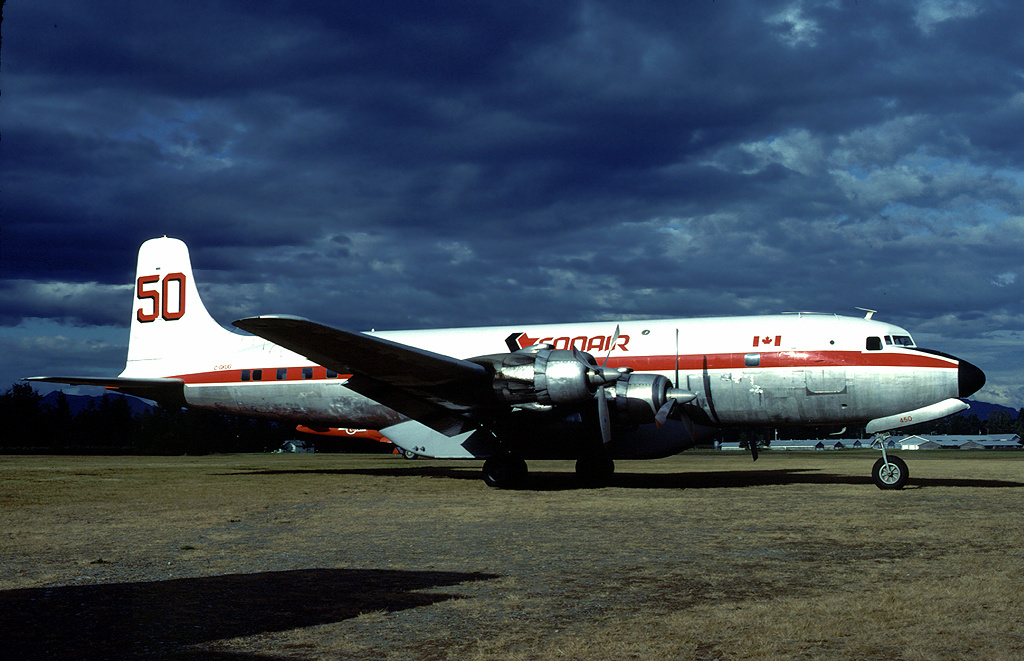
Un DC-6 della Conair presso l'Abbotsford International Airport.

La seconda versione del DC-6, indicata con la sigla DC-6A e realizzata nel 1948, prevedeva un ulteriore allungamento della fusoliera di 1,52 metri, l'installazione di motori più potenti, ed era destinata esclusivamente al trasporto delle merci. La fusoliera era priva di finestratura laterale ma provvista di due portelloni davanti e dietro l'ala che consentivano l'accesso al piano di carico rinforzato in ragione dell'uso al quale era destinato.
Praticamente contemporanea fu la versione DC-6B, dimensionalmente e strutturalmente identica al DC-6A e destinata invece al trasporto di passeggeri: la configurazione era inizialmente studiata per il trasporto di 54 persone ma nelle diverse varianti realizzate successivamente si arrivò a prevedere un massimo di 102 passeggeri trasportati.
L'ultima versione da trasporto civile fu la DC-6C: si trattava di una versione ibrida che univa le caratteristiche della fusoliera con portellone del DC-6A con la normale finestratura della DC-6B e che poteva essere quindi impiegata in entrambi i ruoli a seconda delle necessità.
Oltre alle versioni civili vennero realizzati anche esemplari destinati all'impiego militare: un totale di 166 velivoli venne destinato all'USAF ed all'US Navy. In questo caso il DC-6 venne identificato rispettivamente con le sigle C-118 Liftmaster e R6D.

## Tecnica

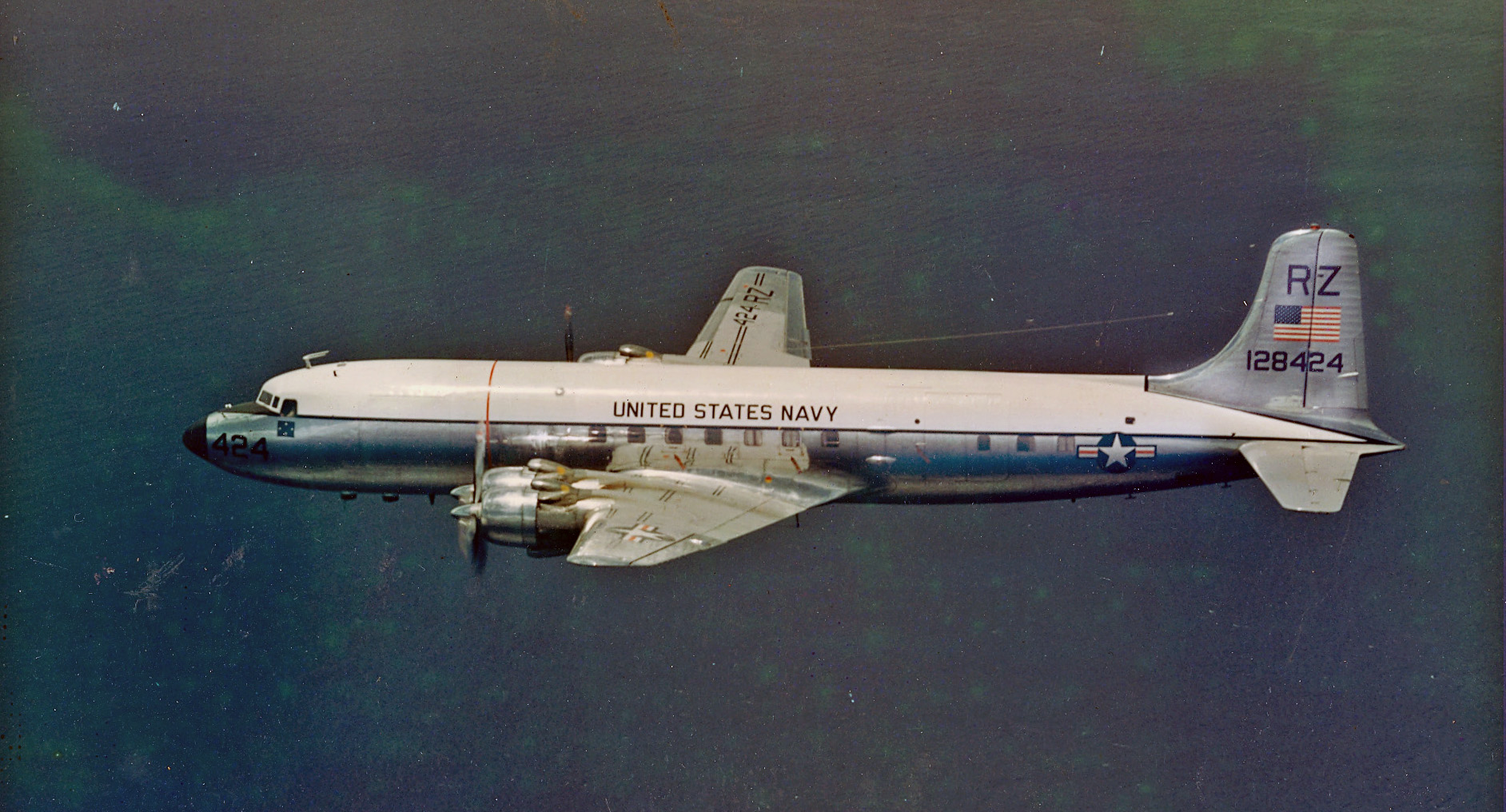
Un DC-6 della Conair presso l'Abbotsford International Airport.

Monoplano ad ala bassa, il DC-6 riproponeva la stessa ala del DC-4 mentre la fusoliera era più lunga (fin dalla prima versione) e completamente pressurizzata; la prima versione impiegava quattro radiali a 18 cilindri Pratt & Whitney R-2800 Double Wasp che sviluppavano una potenza di 2 100 hp.
Già nella versione DC-6A la fusoliera venne ulteriormente allungata (poco più di 1,50 m) mentre venne impiegata una nuova variante dei motori R-2800, ora in grado di erogare una potenza di 2 400 hp. Successivamente la potenza dei motori venne costantemente aumentata, grazie all'utilizzo di versioni sempre più moderne della medesima unità motrice.

## Impiego operativo
L'effettuazione del primo servizio di linea da parte di un DC-6 ha una paternità controversa: secondo alcune fonti sarebbe stato effettuato dall'American Airlines sulla rotta New York-Chicago a partire dal mese di aprile del 1947; altri riportano la medesima data ma la compagnia sarebbe stata la United Airlines, su una linea domestica non meglio identificata. Il primo servizio merci transatlantico della Pan Am avvenne con un DC-6.
Da allora l'impiego del DC-6 non ebbe praticamente confini, mettendo in mostra notevoli doti di robustezza e versatilità: malgrado la produzione sia stata cessata nel 1958, diverse compagnie minori utilizzarono i velivoli ancora per lungo tempo ed alcuni risultano ancora impiegati come cargo oppure come velivoli charter di lusso e dal gusto vintage.
Un impiego particolare ha visto impegnati i DC-6 (muniti di serbatoi esterni per liquido ritardante) nella lotta agli incendi nelle foreste degli Stati Uniti e del Canada.

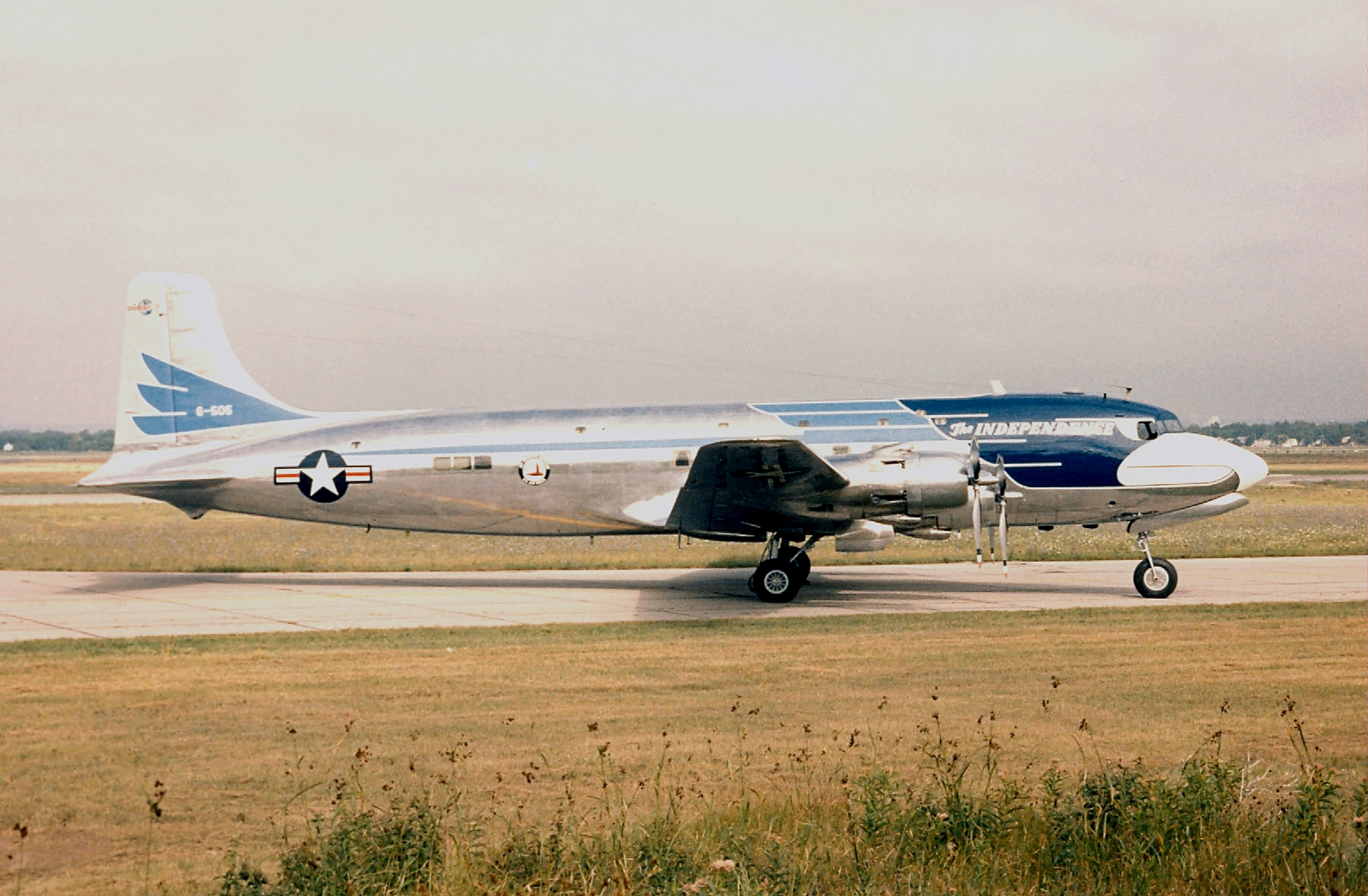
Il velivolo presidenziale The Independence.

Degna di nota la storia del 29º esemplare prodotto, che ebbe una destinazione particolare: immatricolato dall'USAF (denominato VC-118, in quanto destinato al trasporto di VIP) venne battezzato The Independence e divenne il velivolo presidenziale impiegato da Harry Truman (33º Presidente degli Stati Uniti d'America).
Un DC-6 venne impiegato nell'ambito del Progetto Stormfury da parte dello United States Weather Bureau (divenuto in seguito National Oceanic and Atmospheric Administration): si trattava di un progetto che studiava la possibilità di ridurre la potenza distruttiva dei cicloni tropicali, mediante l'impiego della tecnica del cloud seeding.
Un altro velivolo dalla storia particolare venne impiegato per un progetto di istruzione universitaria mediante trasmissioni televisive (MPATI: Midwest Program on Airborne Television Instruction) realizzato dalla Purdue University.
In Italia il DC-6 venne impiegato dall'Alitalia nella versione civile e dall'Aeronautica Militare come C-118; in quest'ultimo caso venne impiegato nel Reparto Volo Stato Maggiore.

## Versioni

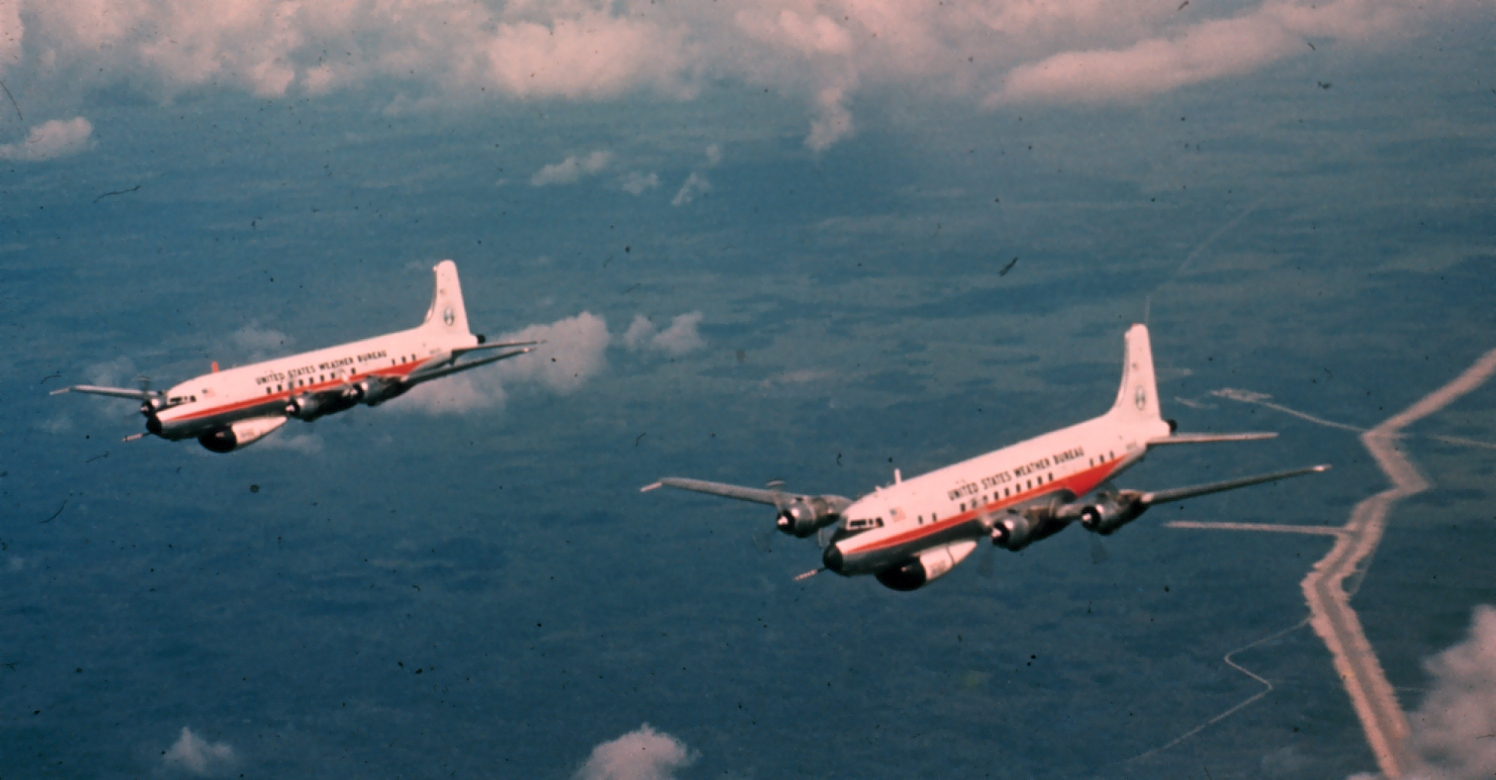
Due DC-6 con le insegne dello United States Weather Bureau.

- DC-6: prima versione di produzione, direttamente derivata dal XC-112A, a sua volta discendente dal Douglas DC-4. Prodotta in 175 esemplari.
- DC-6A: seconda versione, con fusoliera allungata e motori più potenti, versione merci. Prodotta in 74 esemplari.
- DC-6B: identica al DC-6A, ma dotata di finestrini e destinata al trasporto di passeggeri. Prodotta in 288 esemplari.
- DC-6C: versione ibrida con i portelloni laterali e finestrature.
- C-118A: designazione dell'USAF di un lotto di DC-6A; potevano trasportare (a seconda delle configurazioni) 74 soldati, 60 barelle oppure 12 250 kg di materiali. Prodotta in 101 esemplari.
- VC-118: velivolo destinato al Presidente Truman; realizzato per trasportare 24 persone (12 in configurazione per voli notturni).
- VC-118A: designazione assegnata ad alcuni C-118A riconvertiti per il trasporto di alti ufficiali o personalità.
- R6D-1: lotto di DC-6A destinati all'US Navy; ri-designati C-118B all'atto dell'unificazione della designazione degli aerei USA (1962). Prodotto in 65 esemplari.
- R6D-1Z: denominazione attribuita a 4 velivoli R6D-1 trasformati in trasporti per ufficiali o personalità; successivamente ri-designati VC-118B.

## Utilizzatori

### Civili

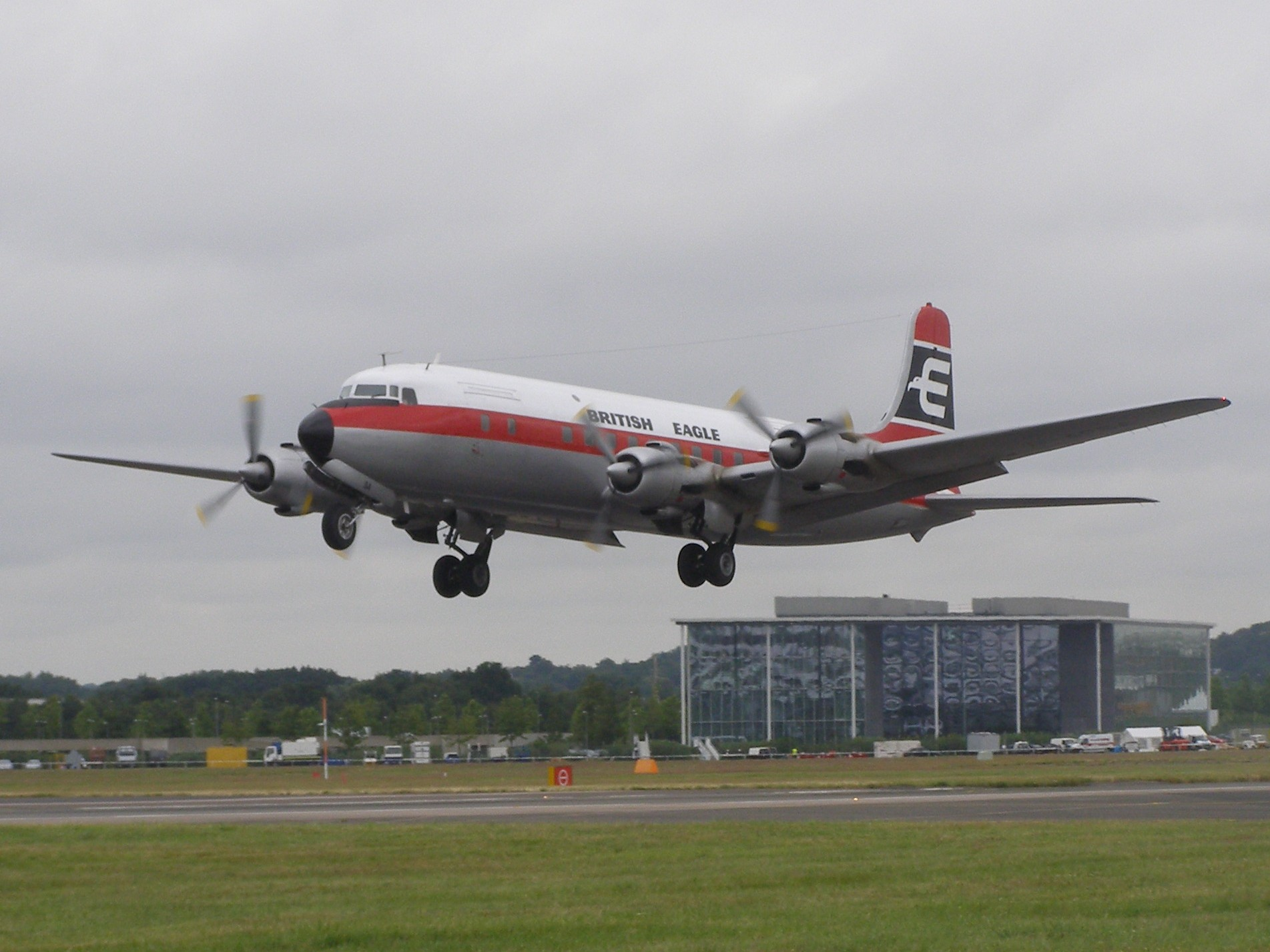
Un DC-6 nella livrea della British Eagle.

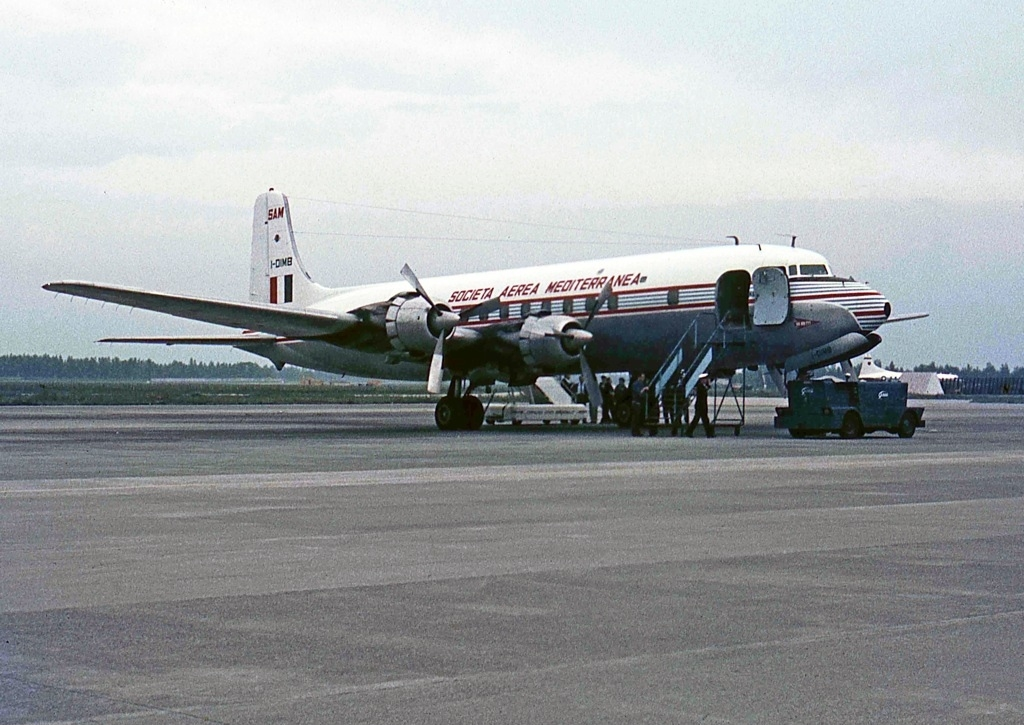
Un DC-6A Liftmaster della Società Aerea Mediterranea.

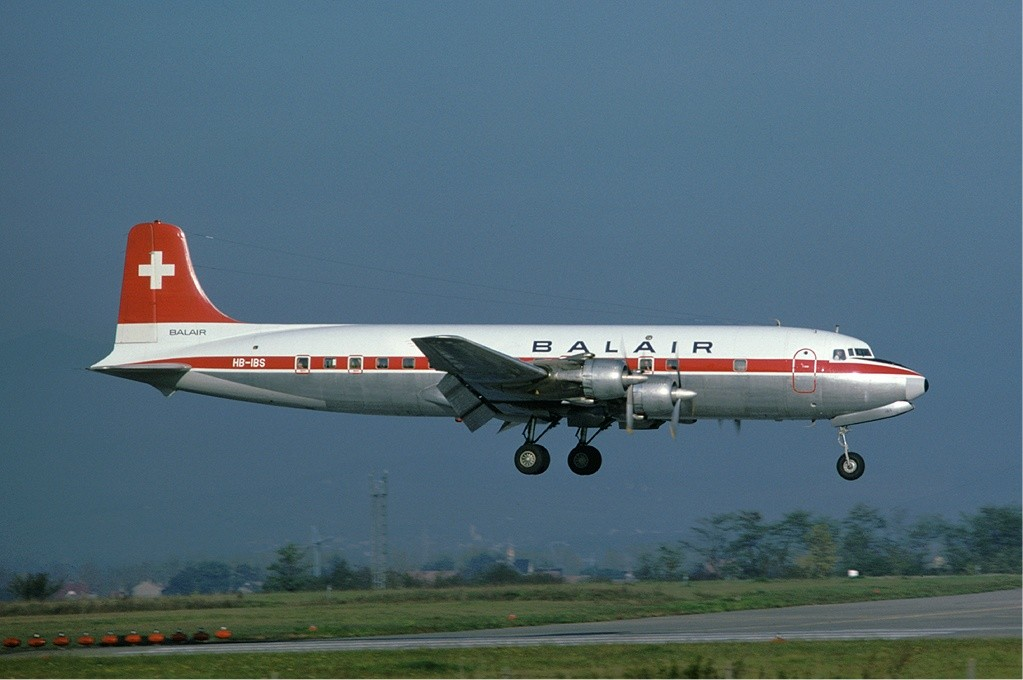
Un DC-6B della svizzera Balair nel 1976.

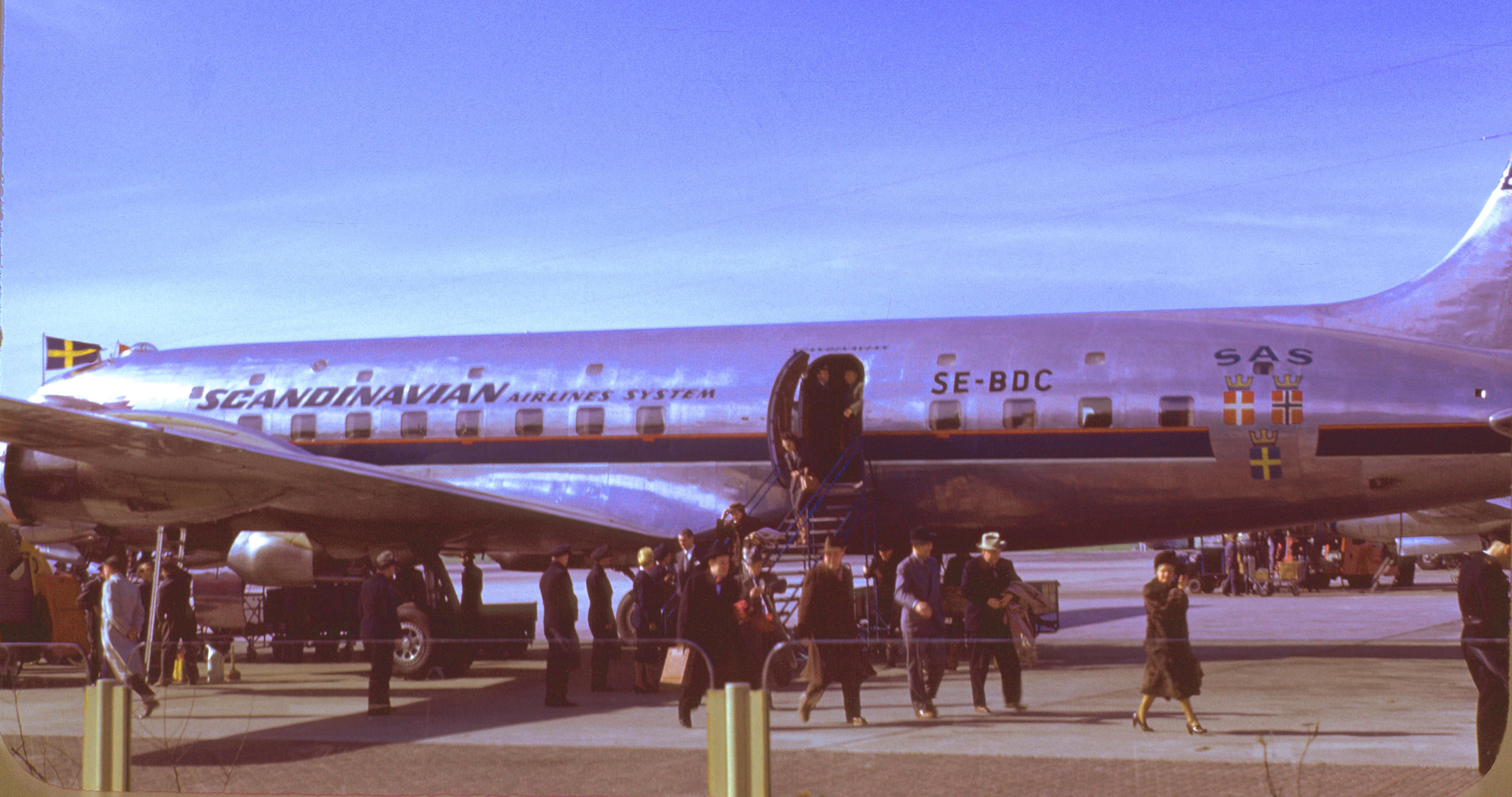
Un DC-6 SAS.

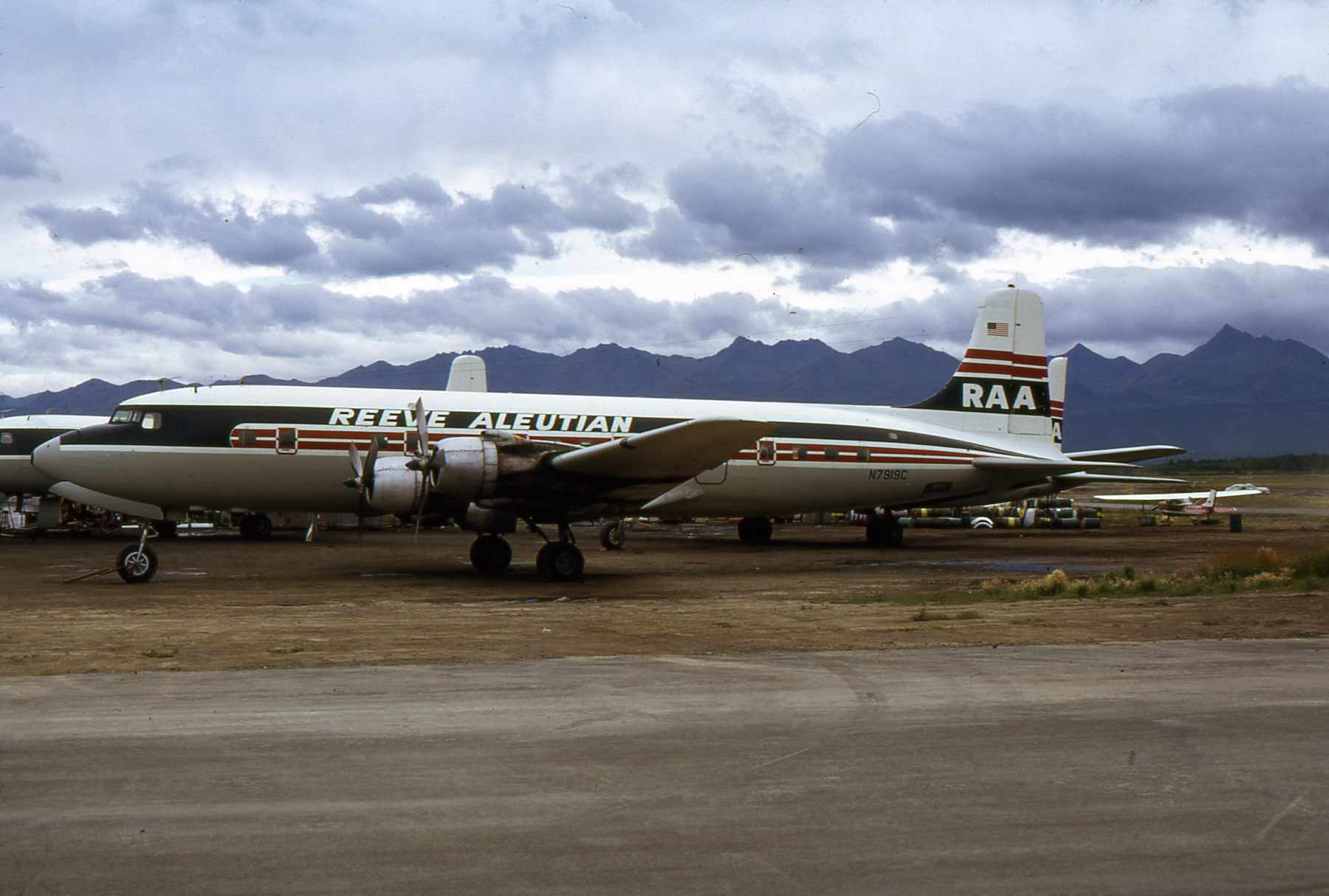
Un DC-6B della Reeve Aleutian Airways nel 1972.

Argentina
- Aerolíneas Argentinas

 Belgio
- Sabena

 Brasile
Panair do Brasil
 Canada
- Canadian Pacific Air Lines
- Conair Group

 Cile
- LAN Chile

Colombia
- Aerosucre
- Líneas Aéreas Suramericanas

 El Salvador
- TEAL

 Filippine
- Philippine Airlines

 Grecia
- Olympic Airways

 Guatemala
- Aviateca

 Jugoslavia
- Adria Airways
- JAT Jugoslovenski Aero Transport

 Iran
- Iran Air

 Isole Cayman
- Transocean

 Italia
- Alitalia
- Lai linee aeree italiane

 Messico
- Mexicana

 Nuova Zelanda
- TEAL

 Paesi Bassi
- KLM

 Portogallo
- TAP
- SATA
- TAIP

 Regno Unito
- Atlantic Airlines
- British Eagle

   Scandinavia
- SAS

 Stati Uniti
- Air Cargo Express
- Alaska Airlines
- American Airlines
- Capital Airlines
- Everts Air Fuel
- Great Lakes Airlines
- Hawaiian Airlines
- Mackey Airlines
- National Airlines
- Northeast Airlines
- Northern Air Cargo
- Northwest Orient
- Reeve Aleutian Airways

- Pan American World Airways
- Trans American Airlines
- United Airlines
- Western Airlines

 Svizzera
- Balair

 Vietnam del Sud
- Air Vietnam

 Yemen
- Yemen Airlines

### Governativi
Stati Uniti
National Oceanic and Atmospheric Administration

### Militari
Argentina
Fuerza Aérea Argentina
 Belgio
Composante Air de l'armée belge
 Bolivia
Fuerza Aérea de Bolivia
 Brasile
Força Aérea Brasileira
 Cile
Fuerza Aérea de Chile
 Colombia
Fuerza Aérea Colombiana
 Corea del Sud
Daehan Minguk Gonggun
 Ecuador
Fuerza Aérea Ecuatoriana
 El Salvador
Fuerza Aérea Salvadoreña
 Francia
Armée de l'air
 Germania
- Luftwaffe

 Guatemala
Fuerza Aérea Guatemalteca
 Honduras
Fuerza Aérea Hondureña
 Italia
Aeronautica Militare
 Messico
Fuerza Aérea Mexicana
 Nuova Zelanda
- Royal New Zealand Air Force

 Perù
Fuerza Aérea del Perú
 Portogallo
Força Aérea Portuguesa
 Stati Uniti
- United States Air Force
- United States Navy

 Taiwan
Chung-Hua Min-Kuo K'ung-Chün
 Vietnam del Sud
- Khong Quan Viet Nam

 Jugoslavia

Un esemplare dell'Aeronautica Militare Italiana ricevuto dopo la dismissione dall'Alitalia.

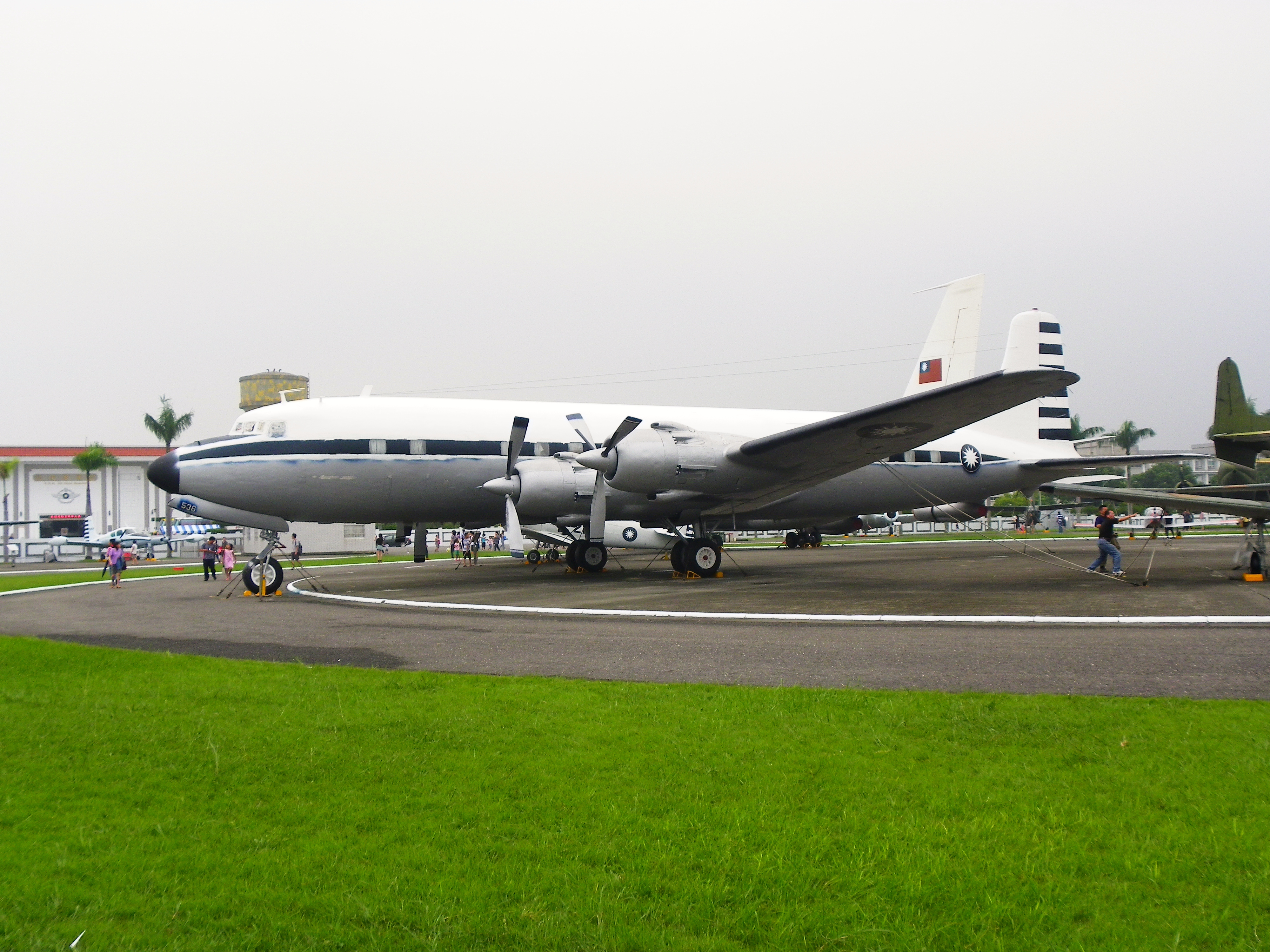
C-118 nella livrea della taiwanese Chung-Hua Min-Kuo K'ung-Chün.

Jugoslovensko ratno vazduhoplovstvo i protivvazdušna odbrana
 Zambia
- Zambian Air Force and Air Defence Command

2 DC-6B consegnati.

## Incidenti
Il volo 608 della United Airlines da Los Angeles a Chicago (Illinois) precipitò il 24 ottobre 1947 a 1,5 miglia SE dell'aeroporto di Bryce Canyon, uccidendo i 5 membri dell'equipaggio e i 47 passeggeri a bordo.
l 14 gennaio 1954 alle 11.50 il volo 1949 della Philippine Air Lines (DC-6 Pi-C294) da Manila a Londra precipita durante un forte temporale in atterraggio all'aeroporto di Roma Ciampino. L'impatto avvenne a 6 km dalla pista e a 60 metri da un lungo caseggiato popolare tuttora esistente. Morirono i 9 membri dell'equipaggio e i 7 passeggeri.
La notte del 12 febbraio 1955, un DC-6 della compagnia belga Sabena si schiantò contro il versante nord del monte Terminillo, tra i comuni di Cantalice, Leonessa e Rieti, in provincia di Rieti, Italia. Morirono tutte le 29 persone a bordo. Tra le vittime, l'attrice e Miss Italia 1953 Marcella Mariani.
Il 1º novembre 1955 una bomba a orologeria esplose sul volo 629 della United Airlines, sopra Longmont, Colorado, uccidendo 44 persone.
Il 24 novembre 1956 il DC-6B della LAI, Linee Aeree Italiane, matricola I-LEAD, in partenza dall'Aeroporto di Parigi-Orly (scalo intermedio sulla tratta Roma-New York) si schiantò pochi secondi dopo il decollo uccidendo 34 delle 35 persone a bordo. Tra le vittime ci fu anche il promettente, talentuoso e già famoso direttore d'orchestra italiano Guido Cantelli, trentaseienne musicista allievo prediletto del grande Arturo Toscanini. Il Comandante pilota Attilio Vazzoler, 41, era uno dei piloti più esperti della compagnia, con più di 10.000 ore di volo al suo attivo. Le cause del disastro non furono mai chiarite.
Il 18 settembre 1961 il DC-6B Albertina dell'ONU si schiantò a pochi chilometri dall'aeroporto di Ndola, mentre trasportava il Segretario Dag Hammarskjöld, impegnato nelle trattative top-secret per il cessate il fuoco tra le fazioni impegnate nella crisi del Congo, provocando la morte di tutti i passeggeri e dell'equipaggio. Le cause dell'incidente sono tuttora oggetto di dibattito.
L'8 marzo 1962 un aereo di linea Douglas DC-6B costruito una decina di anni prima e appartenente alla compagnia aerea italiana Società aerea mediterranea-SAM, immatricolato I-DIMO, si schiantò contro le pendici del monte Velino ad un'altitudine di circa 2 350 m s.l.m. a circa 125 metri dalla vetta. Nel disastro aereo perirono i seguenti membri dell'equipaggio: Salvatore Di Gaetano - Alcamo (comandante), Vittorio Donda - Moraro (capo motorista), Cesare Augusto Genovese - Palermo (primo pilota), Ambrogio Giacopello - Roma (motorista), Gastone Manzetti - Castel Gandolfo (secondo pilota).